# 孙义燧
孙义燧（1936年12月20日—），男，浙江瑞安人，中国天体力学家，南京大学教授。

## 生平
1936年出生于浙江瑞安。1954年毕业于瑞安中学。1958年毕业于南京大学天文系并留校任教至今，曾任南京大学研究生院院长，担任中国“973”计划“非线性科学中的若干前沿问题”项目首席科学家、国际天体力学学术会议大会执行主席等职。1997年当选中国科学院院士。

## 学术贡献
他發表的論文《一般三體問題運動區域的某些問題》引起了國際天文學界權威人士的注意，並被國務院學術委員會批准成為中國少数天文學博士研究生導師之一。

## 家族
孙义燧所在的孙氏家族是温州瑞安的名门望族，孙义燧的曾祖父是清末大儒、甲骨文研究鼻祖孙诒让。

## 纪念
2010年，小行星185640以他的名字命名为“孙义燧星”。